# نیسان اسکای لاین جی‌تی-آر
نیسان اسکای‌لاین جی‌تی-آر (انگلیسی: Nissan Skyline GT-R) یک خودروی اسپرت است که بر اساس سری نیسان اسکای‌لاین ساخته شده‌است. اولین خودروهایی با نام «اسکای‌لاین جی‌تی-آر» بین سال‌های ۱۹۶۹ تا ۱۹۷۲ با کد مدل KPGC10 تولید شدند و در مسابقات اتومبیل‌رانی تور ژاپنی موفق بودند. این مدل با تولید کوتاهی از خودروهای نسل دوم با کد مدل KPGC110 در سال ۱۹۷۳ دنبال شد.